# Ramón Darío Molina Jaramillo
Ramón Darío Molina Jaramillo (Envigado, Antioquia, 31 de agosto de 1935 – Medellín, 15 de octubre de 2018) fue un obispo católico colombiano.

## Biografía
Molina comenzó sus estudios en el Seminario Franciscano de Cali y posteriormente, filosofía y teología en la Universidad de San Buenaventura de Bogotá. Se licenció en la Universidad Lateranense y en Teología moral en la Academia Alfonsiana de Roma. Se ordenó sacerdote el 28 de octubre del año 1961. En mayo de 1977, se le nombró obispo auxiliar de la arquidiócesis de Bogotá y recibió su ordenación el 29 de junio de 1977. Fue trasladado a la diócesis de Montería el 23 de marzo de 1984. 
Sus trabajos se centraron, sobre todo, en el terreno de la educación. Fue profesor de Teología Moral y Sacramental en la Universidad de San Buenaventura, profesor en el Instituto de Estudios Sociales de la misma universidad, subsecretario de la Comisión de Pastoral Social de la Conferencia Episcopal y primer rector de la Universidad Pontificia Bolivariana Seccional Montería.
En 2001, fue trasladado a la diócesis de Neiva en el Departamento del Huila, cargo que ocupó hasta el 4 de febrero de 2012, cuando el Papa Benedicto XVI le aceptó la renuncia, por límite de edad. Sus últimos años los vivió en su tierra natal.